# Goleniów
Goleniów [gɔˈlɛɲuf] (deutsch Gollnow) ist eine Stadt in der polnischen Woiwodschaft Westpommern.

## Geographische Lage
Die Stadt liegt am östlichen Rand Vorpommerns in der Gollnower Bürgerheide (Puszcza Goleniowska) am Fluss Ihna (Ina). Sie befindet sich etwa 20 km nördlich von Stettin (Szczecin), 10 km östlich des Dammschen Sees (Jezioro Dąbie) und 50 km südlich von Kamień Pomorski (Cammin).

## Geschichte

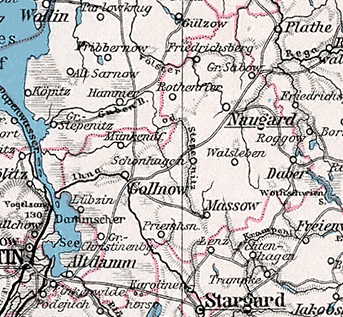
Gollnow an der Ihna, südöstlich des Stettiner Haffs auf einer Landkarte von 1905.

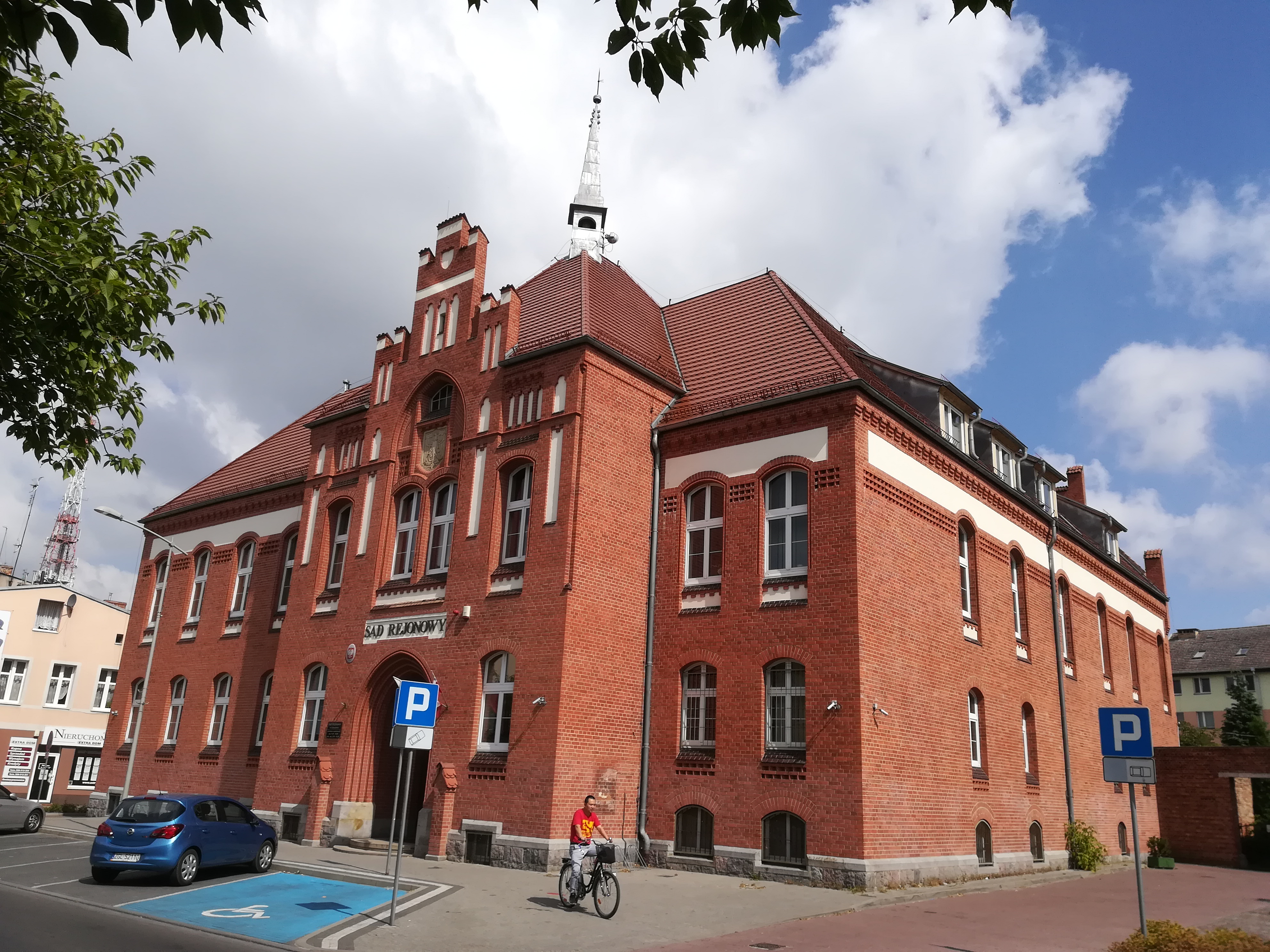
Ehemaliges Rathausgebäude, heute Bezirksgericht

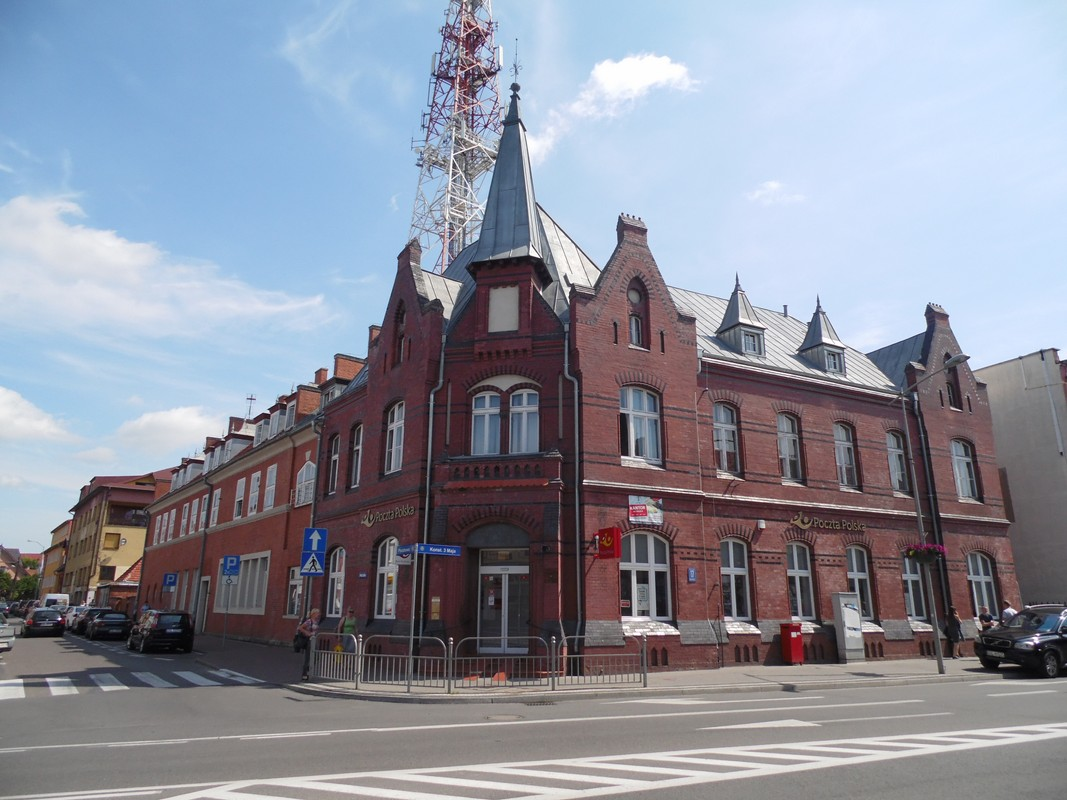
Postgebäude aus dem 19. Jahrhundert

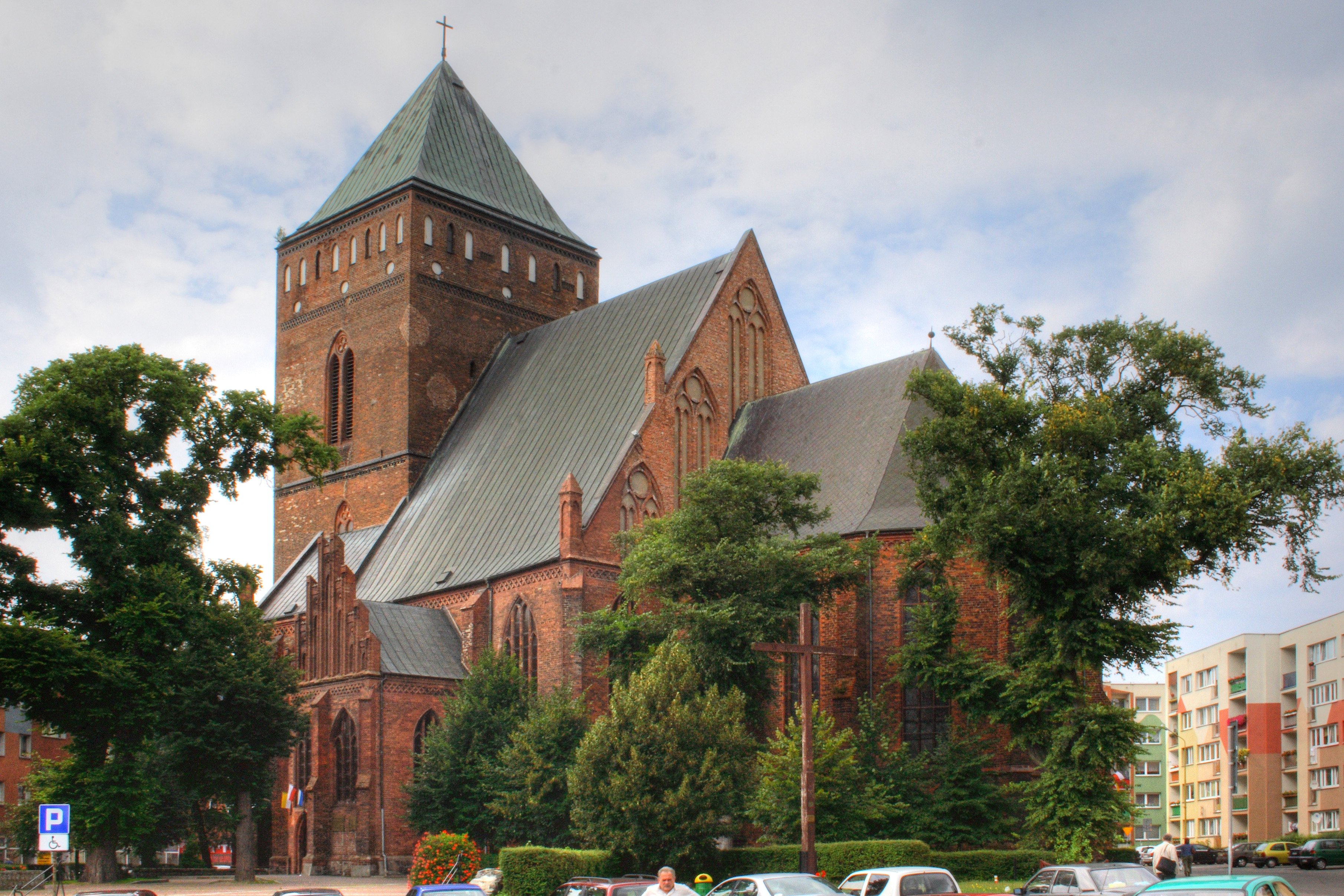
Katharinenkirche

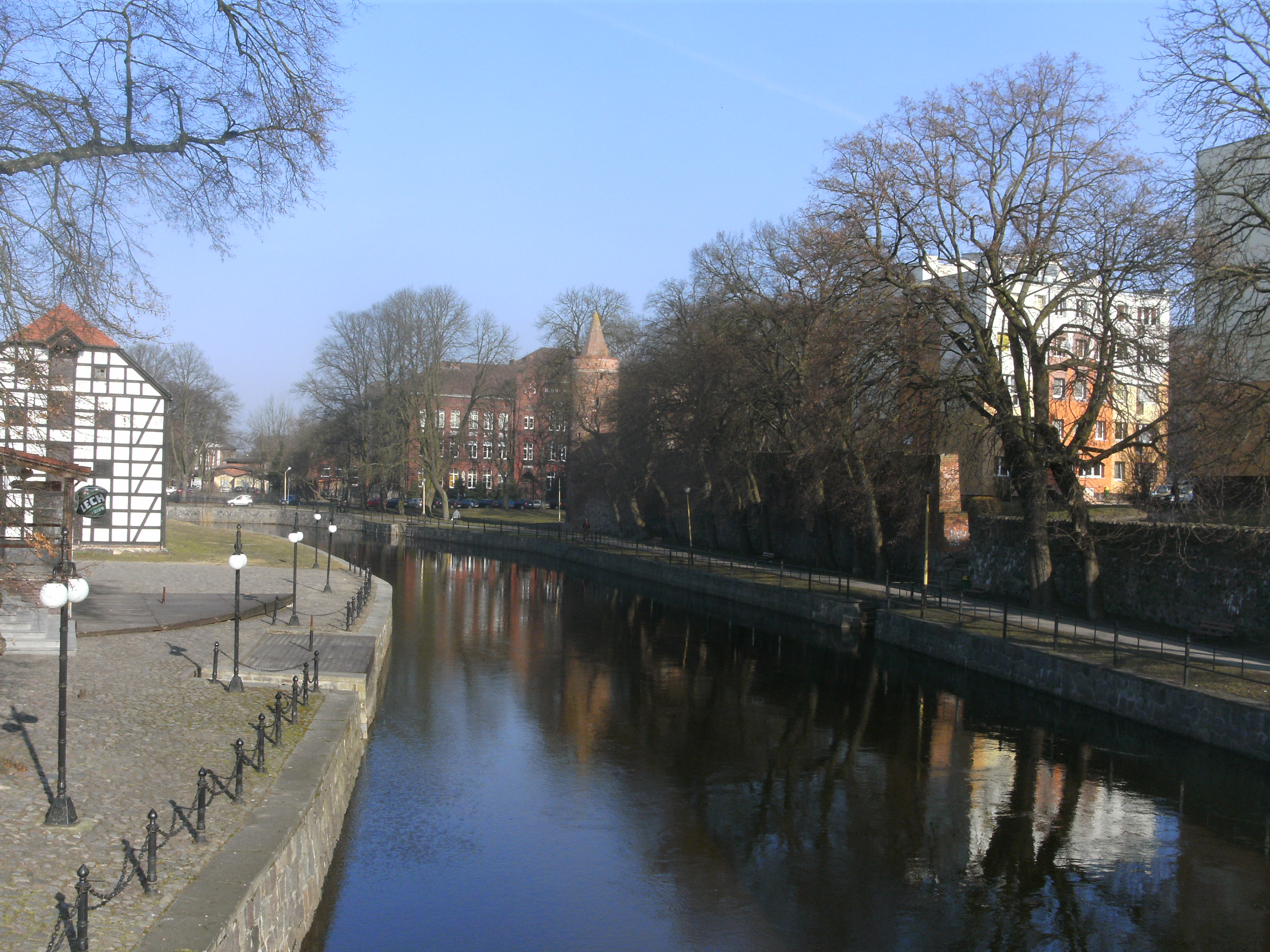
An der Ina, links der ehemalige Getreidespeicher, rechts der erhaltene Teil der mittelalterlichen Stadtmauer

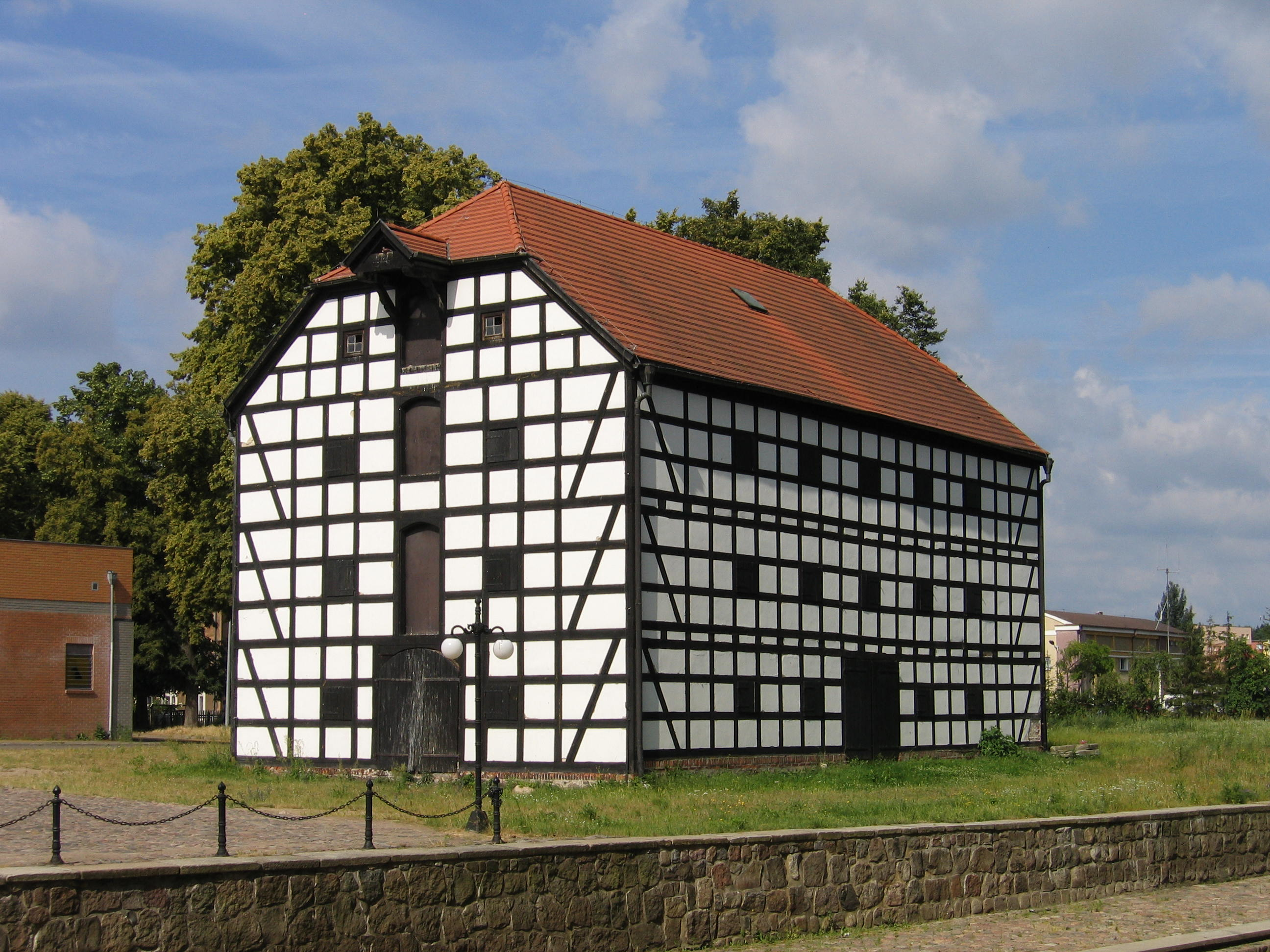
Ehemaliger Getreidespeicher an der Ina

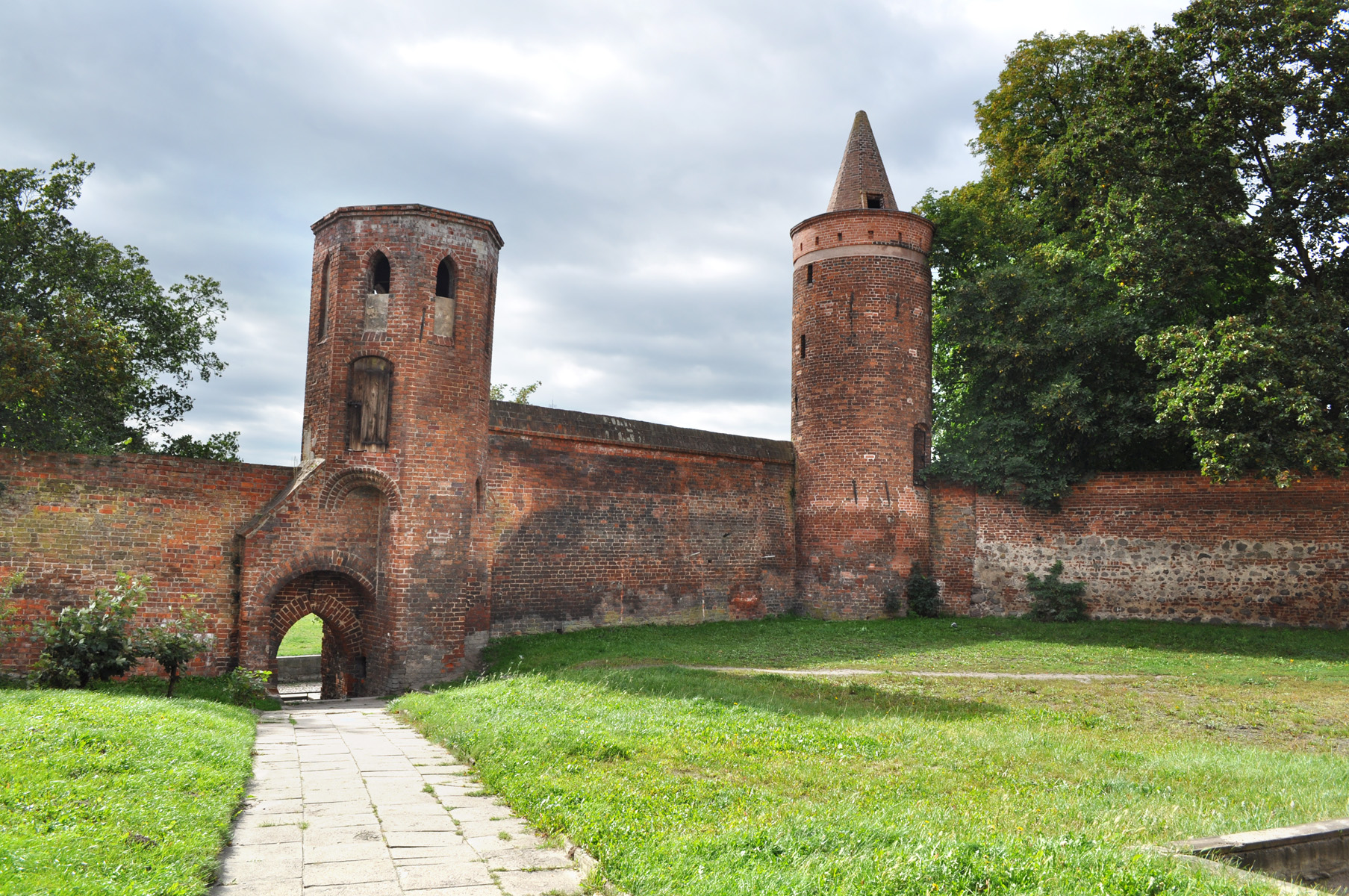
Mittelalterliche Stadtmauer mit dem runden Fangelturm und dem achteckigen Münzturm.

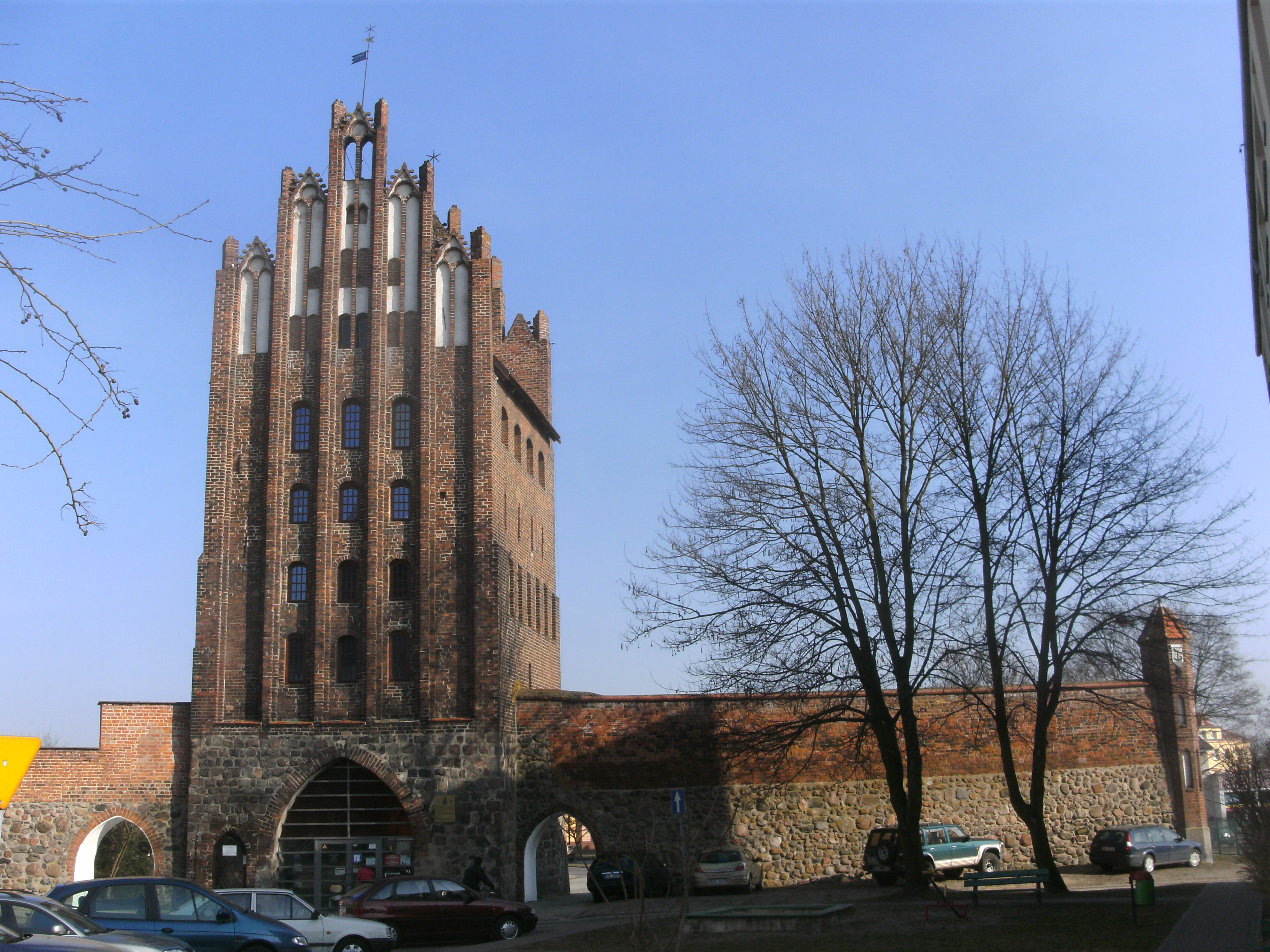
Wolliner Tor aus dem 15. Jahrhundert

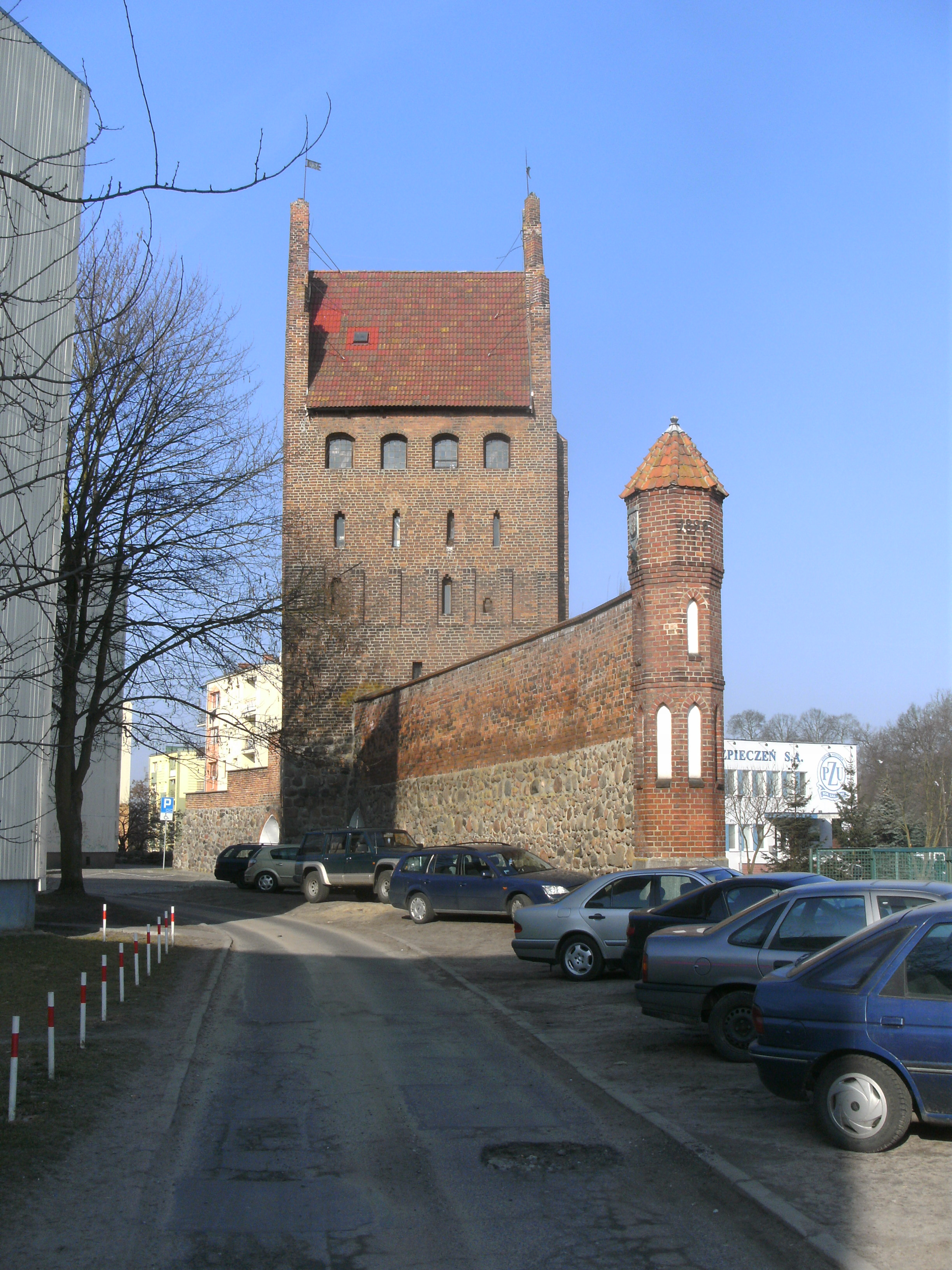
Wolliner Tor, Seitenansicht

### Mittelalter
Schon im 10. Jahrhundert gab es im Bereich der heutigen Stadt erste Siedlungen. Um 1190 kamen erste sächsischen Kolonisten. 1268 verlieh der pommersche Herzog Barnim I. dem bis dahin Vredeheide genannten Ort das Magdeburger Stadtrecht in der von ihm angepassten Stettiner Form. Die Stadt erhielt in Anlehnung an die sie umgebende Golinogheide den Namen Gollnow. Herzog Otto I. änderte 1314 das Stadtrecht in das Lübische Recht um. Bereits seit dem 14. Jahrhundert gab es in Gollnow eine Schule, an der offenbar auch Latein erlernt werden konnte. Vereinzelt tauchten seit dem 14. Jahrhundert an der Universität Prag Studenten aus Gollnow auf, später auch in Erfurt, Leipzig und Rostock.
Um diese Zeit war Gollnow bereits Mitglied des Hansebundes und erhielt zur Förderung seines Handels 1339 Zollfreiheit für die Flüsse Ihna und Peene. Da die Stadt am Unterlauf der Ihna lag, konnte sie den ganzen Fluss kontrollieren. So musste sich beispielsweise die 20 Kilometer flussaufwärts gelegene Stadt Stargard für viel Geld die freie Durchfahrt erkaufen. Durch diese günstigen Verhältnisse gelangte Gollnow zu beträchtlichem Wohlstand. Die Bedeutung der Stadt fand Bestätigung in dem 1383 verliehenen Münzrecht. Bis in das 18. Jahrhundert hinein waren Getreide-, Holz- und Salzhandel die dominierenden Wirtschaftsfaktoren.

### Schwedenzeit
Während der schwedischen Herrschaft in den Jahren von 1630 bis 1720 erlebte die Wirtschaft einen erheblichen Niedergang. Um 1684 musste ein Streit zwischen den Städten Stettin, Stargard und Gollnow wegen der Schifffahrtsrechte geschlichtet werden.
Durch den Frieden von Stockholm kam Gollnow 1720 zu Preußen. Von 1733 bis 1755 war Gollnow die Garnison des Dragonerregiments 5 „Bayreuth“.

### 19. und 20. Jahrhundert
Mit der Einführung der preußischen Verwaltungsreform nach dem Wiener Kongress von 1815 wurde die Stadt in den Landkreis Naugard (ab 1818) eingegliedert. Das Wirtschaftsleben blühte wieder auf, als Gollnow 1882 und 1892 an die Bahnlinien der Altdamm-Colberger Eisenbahn-Gesellschaft nach Kolberg und Kammin angeschlossen wurde. Dadurch erhöhte sich die Einwohnerzahl von 1850 bis 1890 um 60 % auf 8.000. Die Stadt war von 1833 bis 1849 Garnison für das Colbergsche Grenadier-Regiment Graf Gneisenau (2. Pommersches) Nr. 9 und später für eine Abteilung Feldartillerie Nr. 2.
Das Wirtschaftsleben wurde von Industriebetrieben der Textil- und Papierherstellung und der Holzverarbeitung, insbesondere den 1913 von Willi Laabs gegründeten Möbelhersteller WILAGO, bestimmt.
Um 1930 hatte die Gemarkung der Stadt Gollnow eine Flächengröße von 109,3 km², und in dem Stadtgebiet standen zusammen 985 Wohnhäuser an 43 verschiedenen Wohnorten:
1. Ausbauten an der Naugarder Chaussee
2. Brandriege
3. Breitebruch
4. Butterkamp
5. Domstreichsberg
6. Eichberg
7. Eisenbahnwärterhaus an der Stettiner Chaussee
8. Forsthaus Chausseehaus
9. Forsthaus Lüttkenheide
10. Forsthaus Schnittsoll
11. Friedrichshof
12. Gollnow
13. Groß Hohehorst
14. Grünhaus
15. Grünhof
16. Grünhorst
17. Helgenfeld
18. Höfe links der Ihna
19. Höfe rechts der Ihna
20. Hölkenhorst
21. Katharinenholz
22. Kavelweg
23. Kempkenort
24. Kupferhammer
25. Langenhals
26. Marienkamp
27. Neuhof
28. Neumühle
29. Papiermühle
30. Radebruch
31. Ratskamp
32. Rummelbahn
33. Schönwerder
34. Schützenhaus und Häuser am Saatweg
35. Sonnenmühle mit Ausbauten
36. Speckerforth
37. Sportplatz
38. Sternmühle
39. Trappenort mit Forsthaus
40. Walderholungsheim
41. Walkmühle
42. Zentralgefängnis
43. Zimmers Kamp

Im Jahr 1925 wurden in Gollnow 11.624 Einwohner, darunter 122 Katholiken und 45 Juden, gezählt, die auf 2938 Haushaltungen verteilt waren.
Um 1935 hatte die Stadt Gollnow unter anderem drei Hotels, drei Gasthöfe und Restaurants, ein Café, fünf Geldhäuser, zwei Holzbearbeitungsfabriken, drei Möbelfabriken, eine Stuhlfabrik, drei Zementwarenfabriken, eine Buchdruckerei, drei Mineralwasserfabriken, eine Brotfabrik, eine Fruchtweinkelterei, eine Niederlassung der Kolonialwaren-Großhandlung Edeka, 23 weitere Kolonialwaren-Geschäfte, zwei Pferdehandlungen und 14 Viehhandlungen.
Bis 1945 gehörte die Stadt Gollnow zum Kreis Naugard im Regierungsbezirk Stettin der preußischen Provinz Pommern des Deutschen Reichs.
Zum Ende des Zweiten Weltkriegs eroberte die Rote Armee Gollnow im März 1945. Die Kampfhandlungen hatten die Stadt zu großen Teilen zerstört. Aus der Vorkriegszeit erhalten blieben nur wenige ältere Gebäude, darunter die St.-Katharinen-Kirche, das Rathaus und das Postamt. Nach Einstellung der Kampfhandlungen unterstellte die Rote Armee die Stadt der Verwaltung der Volksrepublik Polen. Nun begann die Besiedlung mit Polen, hauptsächlich aus Gebieten östlich der neuen polnisch-sowjetischen Grenze, einhergehend mit der Vertreibung bzw. späteren Aussiedlung der deutschen Bevölkerung. Gollnow erhielt die polonisierte Ortsbezeichnung ‚Goleniów‘.

### Nach 1945
1946 hatte die Stadt 1700 Einwohner. Sie wurde 1954 Sitz eines Powiats und hatte 1957 bereits wieder 9000 Einwohner. 1975 verlor Goleniów bei einer Verwaltungsreform den Sitz des Powiats, erhielt ihn aber 1999 wieder zurück. In Anknüpfung an die Tradition als Hansestadt fand 2005 das 1. Hansefestival in Goleniów statt.

## Sehenswürdigkeiten
- Die St.-Katharinen-Kirche wurde im 15. Jahrhundert im gotischen Stil auf den Fundamenten einer romanischen Kirche erbaut. Protestantisch seit 1534, wurde sie zum Ende des Zweiten Weltkriegs zerstört und von 1957 bis 1959 wieder aufgebaut. 1961 wurde sie römisch-katholisch geweiht.
- Bezirksgericht, ehemaliges Rathaus, erbaut Anfang des 20. Jahrhunderts
- Postamt, Ende des 19. Jahrhunderts errichtet
- Fragmente der Stadtmauer mit dem im 15. Jahrhundert erbauten gotischen Wolliner Tor sowie dem Fangelturm und dem Münzturm
- Ehemaliger Getreidespeicher an der Ina, Fachwerkbau von 1749

### Demographie
| Jahr | Einwohner | Anmerkungen                                                                       |
| ---- | --------- | --------------------------------------------------------------------------------- |
| 1740 | 1.645     | [ 7 ]                                                                             |
| 1782 | 2.070     | davon 62 Juden                                                                    |
| 1791 | 1.948     | keine Juden                                                                       |
| 1794 | 2.105     | keine Juden                                                                       |
| 1812 | 2.787     | darunter zwölf Katholiken, keine Juden                                            |
| 1816 | 2.798     | darunter acht Katholiken und 24 Juden                                             |
| 1818 | 2.849     | [ 10 ]                                                                            |
| 1831 | 4.062     | darunter zehn Katholiken und 137 Juden                                            |
| 1843 | 4.941     | darunter neun Katholiken und 146 Juden                                            |
| 1852 | 5.498     | darunter acht Katholiken und 131 Juden                                            |
| 1861 | 6.988     | darunter 19 Katholiken und 105 Juden                                              |
| 1871 | 7.272     | darunter 7109 Evangelische, zwanzig Katholiken und 143 Juden                      |
| 1875 | 7.913     | [ 11 ]                                                                            |
| 1880 | 8.708     | [ 11 ]                                                                            |
| 1900 | 8.593     | [ 12 ]                                                                            |
| 1910 | 10.259    | am 1. Dezember; darunter 10.000 Evangelische, 102 Katholiken und 67 Juden         |
| 1925 | 11.620    | meist Evangelische (120 Katholiken, 45 Juden, 380 Sonstige)                       |
| 1933 | 13.175    | darunter 12.698 Evangelische, 208 Katholiken, vier sonstige Christen und 84 Juden |
| 1939 | 13.740    | darunter 12.951 Evangelische, 211 Katholiken, 94 sonstige Christen und 39 Juden   |

| Jahr | Anzahl Einwohner | Anmerkungen |
| ---- | ---------------- | ----------- |
| 2002 | 22.500           |             |
| 2014 | 22.777           |             |
| 2015 | 22.718           |             |

## Wirtschaft
Im Ort befindet sich eine Tochtergesellschaft des Windkraftanlagenherstellers Volkswind. Zudem ist der Ort Sitz der „Faymonville Polska“ mit ihrer Branche MAX Trailer. Er ist für die Gruppe der Standort mit der größten Produktionshalle bei einer Fläche von 40.000 m² und rund 300 Mitarbeiter und ist spezialisiert auf Chassisproduktion und -montage sowie als Hauptzulieferer für Fahrgestelle.
An der Ina befindet sich in der Nähe des Postamts ein geräumiges Marktgelände mit zahlreichen Verkaufsständen, an denen Händler an Werktagen frisches Obst und Gemüse, Lebensmittel, Haushaltswaren und Billigwaren wie Kleidungsstücke und Schuhe anbieten.

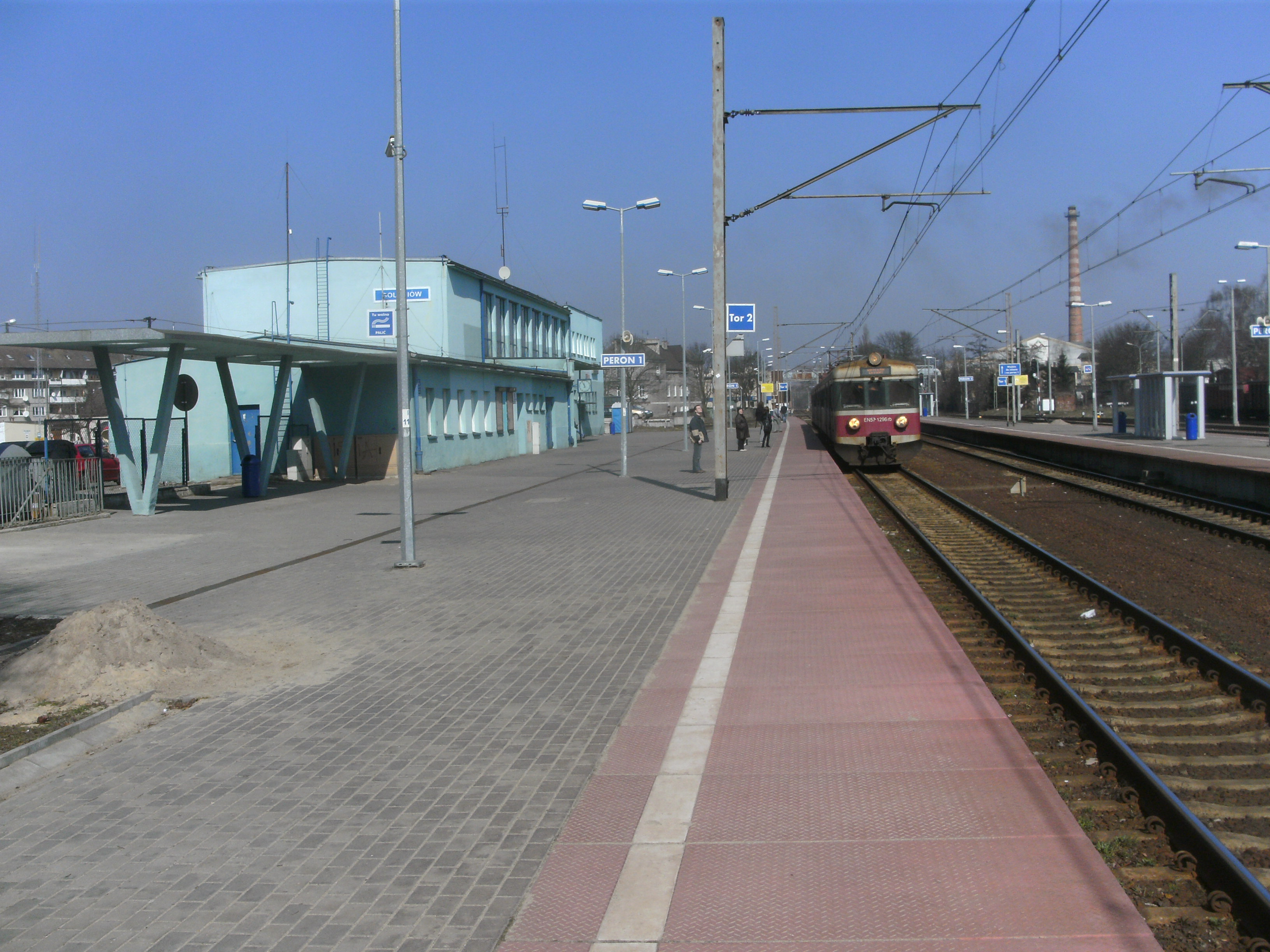
Bahnhof aus südwestlicher Richtung gesehen.

## Verkehr
Durch Goleniów führt die Landesstraße 3 (Droga krajowa 3) von Świnoujście (Swinemünde) nach Stettin (Szczecin), welche bis hier dem Verlauf der ehemaligen Reichsstraße 111 folgt.
Nördlich der Stadt zweigt die Droga krajowa 6 (ehemalige R2) in Richtung Nowogard (und weiter nach Koszalin) ab, welche in Zukunft zur Schnellstraße Droga ekspresowa S6 ausgebaut werden soll.
Direkt durch die Stadtmitte verläuft die Droga wojewódzka 113 von Święta nach Maszewo (Massow). Von dieser zweigt die Droga wojewódzka 112 (DW 112) nach Stepnica (Stepenitz) ab.
Nordöstlich etwa fünf Kilometer entfernt befindet sich der Flughafen Stettin-Goleniów.
In Goleniów gabeln sich die Bahnlinien 370/372 (Stettin–Świnoujście) und 375 (Goleniów–Koszalin).
Nach Naugard führte die am 14. Dezember 1903 eröffnete Strecke der Naugarder Kleinbahnen, der späteren Naugarder Bahnen. Goleniów hat einen Bahnhof an der Bahnstrecke Szczecin Dąbie–Świnoujście.

## Persönlichkeiten

### Söhne und Töchter der Stadt
- Joachim Gernet (1648–1710), deutscher Jurist und Bürgermeister in Reval
- Johann Friderich Clemens (1749–1831), dänischer Kupferstecher deutscher Herkunft
- Heinrich Barkow (1842–1903), deutscher Lithograph
- Georg von Zastrow (1846–1907), deutscher Offizier, zuletzt Generalmajor und Kommandant von Mainz
- Raphael Silberstein (1873–1926), deutscher Hygienearzt und Kommunalpolitiker (SPD) im Berliner Bezirk Neukölln
- Margarete Beutler (1876–1949), deutsche Dichterin, Schriftstellerin und Übersetzerin
- Kurt Leese (1887–1965), deutscher Pastor und Religionsphilosoph
- Werner Kollath (1892–1970), deutscher Bakteriologe, Hygieniker, NS-Rassenhygieniker, Ernährungsforscher, Pionier der Vollwertkost
- Elisabeth Griehl (1893–1973), deutsche Politikerin (SED), Abgeordnete des Landtags von Mecklenburg von 1946 bis 1950
- Günther Marks (1897–1978), deutscher Kirchenmusiker, Kantor, Pädagoge, Organist und Komponist
- Rudolf Lemke (1906–1957), deutscher Psychiater und Neurologe, Hochschullehrer
- Erich Spiegel (1919–1984), deutscher Politiker, im Mai 1945 Bürgermeister von Stettin
- Manfred Harder (1936–2006), deutscher Wirtschaftswissenschaftler
- Götz Herrmann (1929–2014), deutscher Jurist, Präsident des Bundesamtes für Wehrverwaltung
- Jürgen Ziemer (* 1937), deutscher evangelisch-lutherischer Theologe und Hochschullehrer
- Helga Paris (1938–2024), deutsche Fotografin, erstellte alltags- und sozialkritische Fotografien in der DDR
- Christof Ziemer (* 1941), deutscher lutherischer Theologe, führende Gestalt der Friedensbewegung in der DDR
- Gunther-R. Eggert, deutscher Regisseur
- Klaus Michaelis (* 1944), deutscher Jurist, ehemaliges Mitglied der Geschäftsführung der Deutschen Rentenversicherung Bund
- Marek Leśniak (* 1964), polnischer Fußballer
- Nikol Płosaj (* 1996), polnische Radsportlerin

### Im Ort wirkten
- David Crolle (unbekannt–1604), lutherischer Theologe
- Julius Jordan (1813–1893), preußischer Beamter
- Hermann Mensch (1831–1914), deutscher Philologe, Rektor der Höheren Knabenschule in Gollnow
- Otto Dross (1861–1916), deutscher Schriftsteller und Gymnasiallehrer
- Wilhelm Speck (1861–1925), Schriftsteller, Dichter, evangelischer Pastor und Pädagoge, Gefängnisseelsorger in Gollnow
- Alfred Finke (1888–1971), Bürgermeister von 1920 bis 1921
- Otto Marloh (1893–1964), deutscher Offizier

## Sehenswürdigkeiten
- Kleiner Rest der mittelalterlichen Stadtmauer mit integriertem runden Fangelturm und – in wenigen Metern Entfernung – achteckigem Münzturm (zwischen der Ihna und der Katharinenkirche gelegen).[16]
- Wolliner Tor: Stadttor aus dem 15. Jahrhundert, das einzige erhalten gebliebene von ursprünglich vier vorhandenen Stadttoren (in der Nähe der Katharinenkirche gelegen). Der Turm des Tors ist 25 Meter hoch und hat fünf Stockwerke. Das Gebäude wird gegenwärtig (2010) als Kulturzentrum genutzt.
- Katharinenkirche: eine spätgotische Backstein-Hallenkirche, die im Jahr 1865 ausgebaut wurde.

## Partnerstädte
- Bergen auf Rügen (Deutschland, Mecklenburg-Vorpommern)
- Greifswald (Deutschland, Mecklenburg-Vorpommern)
- Gurjewsk (Russland)
- Mölln (Deutschland, Schleswig-Holstein)
- Opmeer (Niederlande)
- Pyrzyce (Polen)
- Svedala (Schweden)

## Gmina Goleniów
Die Stadt- und Landgemeinde Goleniów gliedert sich neben dem gleichnamigen Hauptort in folgende Ortsteile (sołectwo):
- Białuń (Gollnowshagen)
- Bolechowo (Diedrichsdorf)
- Borzysławiec (Louisenthal)
- Budno (Buddenhof)
- Burowo (Burow)
- Czarna Łąka (Bergland)
- Danowo (Jakobsdorf)
- Glewice (Glewitz)
- Imno (Immenthal)
- Kąty (Kattenhof)
- Kliniska Wielkie (Groß Christinenberg)
- Komarowo (Karlshof)
- Krępsko (Hackenwalde)
- Lubczyna (Lübzin)
- Łaniewo (Langenhals)
- Łozienica (Neuhof bei Gollnow)
- Marszewo (Marsdorf)
- Miękowo (Münchendorf)
- Modrzewie (Grünhorst)
- Mosty (Speck)[17]
- Niewiadowo (Harmsdorf)
- Podańsko (Puddenzig)
- Pucice (Oberhof)
- Rurzyca (Rörchen)
- Stawno (Stevenhagen)
- Święta (Langenberg)
- Tarnowiec (Neu Lüttkenhagen)
- Tarnówko (Lüttkenhagen)
- Wierzchosław (Amalienhof)
- Załom (Arnimswalde)
- Żdżary (Eichberg)
- Żółwia Błoć (Barfußdorf)

Übrige Ortschaften:
- Bącznik (Dickmühl)
- Bolesławice (Fürstenflagge)
- Bystra (Bergland)
- Dobroszyn (Sophienthal)
- Domastryjewo (Domstreichsberg)
- Gniazdowo (Hölkenhorst)
- Grabina
- Ininka
- Inoujscie (Ihnamünde)
- Iwno (Ibenhorst)
- Kamieniska
- Kępy Lubczyńskie (Jagenkamp)
- Kłosowice (Blankenfelde)
- Krzewno (Forst Lüttkenheide)
- Łęsko (Unter Karlsbach)
- Mosty-Osiedle
- Nadrzecze
- Niedamierz (Stiefelsberg)
- Przepiórki
- Pucie (Püttkrug)
- Pucko
- Rurka (Rörchen)
- Smolniki
- Smolno
- Warcisławiec (Groß Sophienthal)
- Trzebuskie Łęgi
- Twarogi (F. Schnittsoll)
- Zaborze (Langenhorst)
- Zabród (Schönwerder)
- Zamęcie
- Żółwia

Unbewohnt:
Burówko, Czołpino, Dębniki, Dębolesie, Inina, Inoujście, Janiszewo, Jedliny, Kalikowice, Kiełpinek, Kiełpinica, Łękinia (Friedrichsdorf), Marłecz, Mokrzenica, Niedamierz, Pątlica, Raduń, Przerośliny, Roztocze, Rybaki Lubczyńskie, Rzęśnica, Starbiszewo, Trawica, Trzebuń, Załąki Duże, Załąki Małe, Zdrojewo (Graßhorst), Zgorznica.